# Tiefgraben (Pegnitz)
Der Tiefgraben ist ein etwa 11 km langer rechter Zufluss der Pegnitz, er durchfließt den Sebalder Reichswald und die Distrikte Kohlbuck und Wasserwerk des Nürnberger Stadtteils Erlenstegen. Der Tiefgraben ist ein ganzjähriges Fließgewässer 3. Ordnung und kann zu den Landgräben in Nürnberg gezählt werden.

## Geographie

### Verlauf
Der linke Hauptstrang-Oberlauf Haidbrunnengraben des Tiefgrabens entsteht im Erlenstegener Forst, einem gemeindefreien Gebiet im mittelfränkischen Landkreis Erlangen-Höchstadt, südlich von Heroldsberg aus einer Reihe von Quellbächen, die am Südabhang des Haidbergs, der höchsten Erhebung des Erlenstegener Forstes (391 m ü. NHN) entspringen. Der Bach verläuft nach der Vereinigung der Quellbäche südöstlich des Haidbergs zunächst in südlicher, später in südwestlicher Richtung bis zur A 3. Nach der Unterquerung der Autobahn, westlich des Weißensees nennt sich das Gewässer Tiefgraben. Von da an durchfließt der Bach schwach mäandernd einen mit Eichen, Erlen und Traubenkirschen bestandenen Auwald auf moorigem, sandigem Talgrund. Südlich des Tierheims, nun schon auf Nürnberger Stadtgebiet, vereint er sich mit dem rechten Nebenstrang-Oberlauf Kühgraben.
Der Kühgraben entspringt, nicht weit von den Quellen des Haidbrunnengrabens entfernt, südwestlich des Haidbergs, verläuft hauptsächlich in südlicher Richtung, bis er auf die A 3 trifft. Dort fließt er ein Stück in südöstlicher Richtung, parallel zur Autobahn, um diese schließlich nach einem Richtungswechsel zu unterqueren und in südwestlicher Richtung zum Tierheim zu fließen. Dort fließt er nach Süden und mündet in den Tiefgraben.

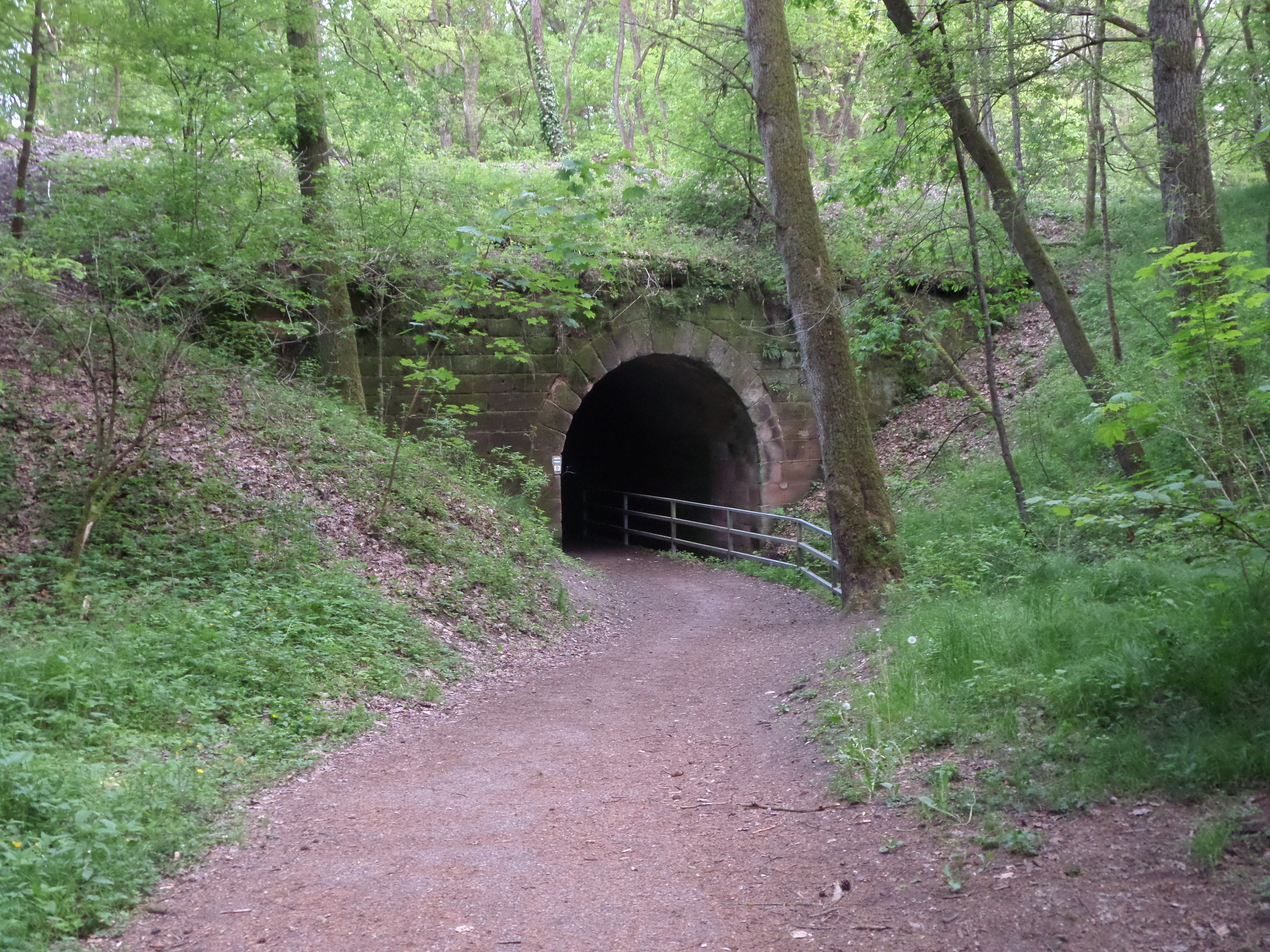
Die Brücke der ehemaligen Ringbahn über den Tiefgraben

Nach der Vereinigung mit dem Kühgraben durchfließt der Tiefgraben das Gelände des Schießhauses Erlenstegen in westlicher Richtung und von da an nach Süden. Nun kreuzt der Bach die ehemalige Ringbahn und unterquert diese zusammen mit einem Wanderweg an einer Steinbrücke. Dort verändert der Tiefgraben schlagartig sein Gesicht. Das Tal wird enger, die Talflanken werden steiler, das Bächlein windet sich stark und hinterlässt eine schmale Kerbe im harten Burgsandstein. Der Tiefgraben durchfließt anschließend das Gebiet des Naturgartenbads, das er auch speist, tritt ab dann nur noch selten zutage, meist in einem kanalisierten Bett, vorbei am Herrensitz Scheurl’sches Schloss, unterquert die Bundesstraße 14 (Erlenstegenstraße) und die Bahnstrecke Nürnberg–Cheb und mündet südöstlich des Haltepunkts Nürnberg-Erlenstegen in die Pegnitz.

### Einzugsgebiet
Das 10,66 km² große Einzugsgebiet des Tiefengrabens wird durch ihn über die Pegnitz, die Regnitz, den Main und den Rhein zur Nordsee entwässert.
Es ist zum allergrößten Teil bewaldet.

### Zuflüsse
- Haidbrunnengraben (links)
- Kühgraben (rechts)

### Flusssystem Pegnitz
- Fließgewässer im Flusssystem Pegnitz

## Schutzgebiete
Der Tiefgraben durchfließt als Namensgeber das Landschaftsschutzgebiet Tiefgraben und Kohlbuck (LSG-00536.15).